# Полигамия в Нигерии

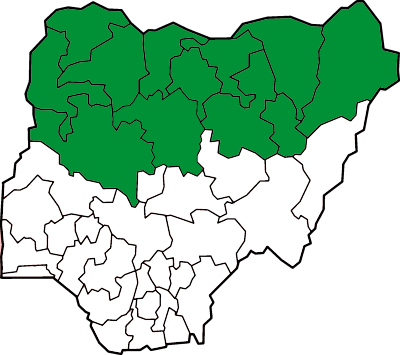
12 нигерийских штатов, в которых не запрещено заводить нескольких жён.

В гражданском праве Нигерии признаётся право мужчины на заключение полигамных браков. В 12 северных штатах страны (Баучи, Борно, Гомбе, Джигава, Кадуна, Кано, Кацина, Кебби, Нигер, Сокото, Йобе и Замфара) признаны полигамные браки в качестве эквивалента моногамным бракам, так как эти двенадцать штатов живут по законам шариата, которые позволяют мужчине брать более чем одну женщину в жёны.
7 января 2000 года Замфара стал первым штатом, где законодательно закрепили многожёнство. 14 декабря 2001 года штат Гомбе легализовал многожёнство, став последним из 12 штатов, где приняли этот закон.
Так как в южной части Нигерии проживают в основном христиане, полигамные браки там запрещены. На национальном уровне также нет закона, разрешающего многожёнство. Однако те браки, что были заключены на севере страны, признаются законными во всём государстве.

## На практике
Христиане, проживающие на севере Нигерии, могут официально заключать полигамные браки так же, как и мусульмане. Архиепископ Питер Акинола из Англиканской церкви Нигерии осудил многожёнство среди христиан. Среди нигерийских мормонов также распространена полигамия.
Взять в жёны можно не более четырёх женщин, хотя есть многочисленные случаи нарушения этого закона. Мухаммаду Белло Масаба, 84-летний улем, был женат на 86 женщинах.